# Josef Bromovský
Josef Bromovský (12. listopadu 1841 Nový Bydžov – 8. května 1911 Královské Vinohrady) byl rakouský a český podnikatel a politik, na konci 19. století poslanec Českého zemského sněmu, na přelomu století poslanec Říšské rady.

## Biografie
Absolvoval reálnou školu v rodném městě, pak vyšší školu v Liberci a v období let 1858–1862 vystudoval pražskou polytechniku. Následně nastoupil do strojírny podnikatele Daňka v Karlíně. Zde od roku 1863 pracoval jako technický úředník. Podílel se na zakládání, projektování a výstavbě akciových cukrovarů (například v Hradci Králové nebo Pečkách). Sám podnikal, roku 1874 se podílel na založení firmy Märky, Bromovský & Schulz v Hradci Králové, jež měla v příměstských Kuklenách závod na výrobu strojního zařízení pro cukrovary. Stavěla také sama cukrovary (například první cukrovar ve Švédsku). Roku 1885 tato firma získala do dlouhodobého pronájmu Adamovské strojírny, které se potom zaměřily na produkci vodních turbín, parních kotlů, jeřábů, motorů a parních válců. V roce 1889 zde byl vyroben takzvaný Marcusův automobil, první vůz se spalovacím motorem setrojený na území českých zemí. Bromovský byl také autorem několika vynálezů, například zdokonalil původní Wannieckův difuzér z roku 1866, který byl pak pojmenován po něm.
V 80. letech 19. století se zapojil i do zemské politiky. V doplňovacích volbách v roce 1885 byl zvolen v městské kurii (volební obvod Jičín, Nový Bydžov) do Českého zemského sněmu. Patřil k Národní straně svobodomyslné (mladočeské).
Zasedal také v Říšské radě (celostátní zákonodárný sbor), kam byl poprvé zvolen ve volbách do Říšské rady roku 1885 za městskou kurii, obvod Praha-Staré Město. Do vídeňského parlamentu se po několikaleté přestávce vrátil ve volbách do Říšské rady roku 1897, nyní za kurii obchodních a živnostenských komor, obvod Praha. V tomto obvodu mandát obhájil i ve volbách do Říšské rady roku 1901. Po volbách v roce 1885 se na Říšské radě připojil k Českému klubu (jednotné parlamentní zastoupení, do kterého se sdružili staročeši, mladočeši, česká konzervativní šlechta a moravští národní poslanci).
Zemřel v květnu 1911 ve své vile na Královských Vinohradech. a byl pohřben na Vyšehradském hřbitově. Po jeho smrti byla firma sloučena do koncernu Ringhoffer-Tatra. V průmyslu na manažerských pozicích působil i jeho syn Josef Bromovský mladší.